# Yamila Rodríguez
Yamila Tamara Rodríguez, também conhecida como Yami Rodríguez (Posadas, 24 de janeiro de 1998) é uma futebolista argentina que atua como atacante. Atualmente, atua pelo Grêmio, do Brasil, e na Seleção Argentina.

## Carreira
Yami Rodriguez fez as categorias de base pelo Huracán de sua cidade natal e se profissionalizou pelo Boca Juniors, em 2016. Sua primeira passagem pelo clube durou dois anos, participando de quatro campeonatos da primeira divisão.
Em fevereiro de 2018, ela se mudou para o clube espanhol Santa Teresa, onde ficou por seis meses e retornou ao Boca no ano seguinte.
Em 9 de março de 2019, Rodríguez marcou o primeiro gol oficial do time feminino do Boca Juniors jogando em La Bombonera. Em agosto, ela e outras 17 jogadoras do clube assinaram seus primeiros contratos profissionais.
No Boca Juniors, foi capitã e é considerada ídolo, onde conquistou 4 títulos: o Torneio de Transição 2020, o Campeonato Feminino YPF 2021, a Supercopa no mesmo ano e o Torneio Oficial da Primeira Divisão em 2022. Chegou a disputar a final da Libertadores de 2022, perdendo o título para o Palmeiras.
Em 2 de janeiro de 2023, Rodríguez foi contratada pelo Palmeiras. Em sua estreia, marcou dois gols e deu duas assistências na goleada do Palmeiras por 9 a 0 em cima do Real Ariquemes, na estreia das equipes no Brasileirão Feminino daquele ano.
Pelo Verdão, ela disputou 43 jogos e marcou cinco gols. Em 11 de setembro de 2024, ela rescindiu seu contrato com o clube e fechou contrato com o Santos poucas horas depois, válido até o fim do ano.
Pelas Sereias da Vila, fez apenas três jogos, todos na Libertadores de 2024.
Para 2025, acertou com o Grêmio.

### Seleção Nacional
Rodríguez representou a Argentina no Campeonato Sul-Americano Feminino Sub-20 de 2015.
Fez sua estreia com o time principal em 7 de abril de 2018, substituindo Ruth Bravo em uma vitória por 3 a 0 sobre a Bolívia pela Copa América Feminina de 2018.
A jogadora disputou os Jogos Pan-Americanos de Lima em 2019, onde alcançou o vice-campeonato. No mesmo ano, foi cortada da última lista de convocação para a Copa do Mundo Feminina da FIFA.
Rodríguez marcou seu primeiro gol na Seleção em 10 de abril de 2022, marcando o gol da vitória em uma vitória em casa por 1 a 0 sobre o Chile. Em agosto, ela foi convocada para a Copa América Feminina de 2022 e foi a artilheira do torneio com seis gols em seis jogos, a primeira argentina a fazê-lo desde Marisol Medina em 2003.
Seu bom desempenho a levou a ser indicada ao prêmio de Melhor Jogadora do Mundo no Globe Soccer Awards.
Em julho de 2023, Rodríguez foi incluída no elenco de 23 mulheres de Germán Portanova para a Copa do Mundo Feminina da FIFA de 2023.

### Títulos
Boca Juniors
- Primera División A: 2020, 2021 Clausura, 2022
- Súper Final: 2021

Individuais
- Artilheira do Campeonato Sul-Americano de Futebol Feminino Sub-20: 2015
- Artilheira da Copa América Feminina: 2022 (6 gols)
- Seleção Feminina CONMEBOL da IFFHS: 2022

## Vida Pessoal
Yamila tem tatuada em suas pernas os jogadores Cristiano Ronaldo e Diego Maradona.
Rodríguez é abertamente lésbica.